# Francisco Seco de Lucena
Francisco "Paco" Seco de Lucena Escalada (Ceuta, 1867-Granada, 4 de octubre de 1904) fue un escritor, periodista, abogado y político español. Se le considera, junto a Juan Echevarría y Ramón Maurell, el precursor del regionalismo de Andalucía Oriental.

## Biografía

### Primeros años
Nació en Ceuta, en 1867, plaza donde estaba destinado su padre, Manuel Seco Escalada, que era militar. La enfermedad de su madre hizo que la familia se trasladase a Sanlúcar de Barrameda, donde tenían parientes, en busca de mejores aires. Era el menor de tres hermanos, siendo el mayor Luis, el arabista y periodista fundador del periódico El Defensor de Granada, con quien se llevaba diez años. Un nuevo traslado, esta vez por enfermedad del padre, les lleva a Sevilla, desde donde, tras la muerte de este, y por iniciativa de su hermano Luis, la madre y los tres hijos, Luis, Ángeles y Francisco, de veinte, quince y diez años, respectivamente, se instalan definitivamente en Granada, concretamente en el número 9 de la calle Lucena.
La influencia y tutela de su hermano mayor durante los años de adolescencia y juventud fue decisiva para orientar sus futuras actividades. Luis ya se había destacado en Sevilla como joven y culto periodista, universitario y pintor, y su consagración definitiva llegó con la fundación del nuevo periódico El Defensor de Granada, con la financiación y el apoyo valioso de José Genaro Villanova, rico empresario y político granadino.

### Amigo de Ganivet
En aquellos primeros años granadinos, Francisco contó con la amistad de un personaje que iba a convertirse en símbolo de una Granada romántica y soñadora: Ángel Ganivet García. Juntos estudiaron el Bachillerato y la carrera de Derecho, y aunque Ganivet se marchó a Madrid, siempre mantuvieron su amistad. Paco Seco fue el autor del prólogo a la última de las obras de Ganivet, El escultor de su alma cuyas cuartillas le remitió poco antes de morir. Dicho texto expresa muy bien cómo había llegado al corazón de su amigo, descubriendo en él las más íntimas motivaciones, matizadas de un cierto misticismo, y su labor interna de autocreación y de robustecimiento moral. La obra se editó en agosto de 1904. De alguna manera los destinos de ambos se asemejan, pues si Ganivet murió a los 33 años en 1898, Francisco murió a los 37 en 1904.

### Periodista y abogado
Junto a su hermano Luis, en El Defensor Paco Seco se inició pronto en el oficio periodístico y en las tareas de redacción, demostrando su fluidez con la pluma. Allí empezó a publicar sus primeros artículos sobre temas de la Historia de Granada, como por ejemplo el que tituló Arte y Ornato, con prólogo de Francisco de Paula Valladar, o sobre la insurrección morisca en la Alpujarra, un tema que siempre le fascinó, sobre todo la figura de Muley Hacén, tanto que planeaba escribir una tragedia sobre este personaje.
En el periódico tenía a su cargo la organización interna del trabajo de la redacción, como redactor jefe, mientras su hermano se dedicaba a tareas externas de relaciones con la sociedad. Además escribía sobre política, arte, literatura, toros, espectáculos, etc. Luis llega a decir que era inevitablemente el que cargaba con cuantos embolados se presentaban. Utilizaba heterónimos, como Paquiro, cuando escribía sobre toros, o Don Pascual, para críticas de arte y teatro.
Además, cultivó con gran maestría la poesía satírica. En 1898 asumió la dirección de El Defensor. Pero la cualidad que le hizo destacar de manera determinante, orientando su futuro, fue la oratoria, una habilidad que ejercitó, tanto en el foro, abogado brillante, como en sus discursos políticos. Se calcula que llegó a pronunciar más de cien discursos, pero como muchos de ellos los preparaba mentalmente, sin escribirlos, aunque no por ello menos correctos y bien estructurados, no están recogidos en ninguna publicación. Uno de los más celebrados fue el que ofreció cuando todavía era un joven y prometedor abogado en el Paraninfo de la Universidad de Granada, sobre El concepto jurídico de la guerra en 1891, un tema que trató en otras ocasiones, con una postura antibelicista.
Su prestigio en el ámbito jurídico también fue grande, fundado en su eficacia, como secretario de la Academia Jurídico Literaria, institución que contribuyó a crear, y que comenzó sus sesiones el 27 de marzo de 1892. Sus intervenciones en los juicios eran muy comentadas, hasta el punto de que circulaban sus informes forenses entre los profesionales de la abogacía, por su precisión jurídica y llegaban a tener repercusión en la prensa madrileña.

### Precursor del regionalismo granadino o de Andalucía Oriental
La inclinación por la política le llevó a defender el Regionalismo, como propuesta. El 6 de enero de 1898 ofreció otra sonada conferencia en la Cámara de Comercio sobre El Regionalismo, en que concluía que éste era el modo más acertado de dar solución a las necesidades locales, dado el acercamiento de la gestión política a los problemas.
Abogaba por una conciencia regionalista para la que él mismo llamaba Región Granadina (Andalucía Oriental) diciendo: 

la idea regionalista bien entendida y aplicada, puede contribuir al engrandecimiento de las entidades territoriales que forman la patria, y por consiguiente al engrandecimiento de la patria misma, en Granada como en ningún otro país puede dar frutos de próspera bienandanza el despertar del espíritu regionalista; porque difícilmente podrá encontrarse un territorio que tenga los rasgos de su personalidad tan enérgicamente marcados, como este conjunto de las cuatro provincias que formaron el Reino de Granada en tiempo de los moros (...) El regionalismo no es político. Su forma práctica es la descentralización administrativa, compatible con todas las formas de gobierno.

Y añade: 

el regionalismo puede considerarse bajo dos aspectos: como aspiración legítima de las regiones españolas a que les sea reconocida la personalidad que realmente tienen y han demostrado en el transcurso de la Historia, y como protesta contra la absorbente centralización que mata las iniciativas y liga los movimientos de los pueblos aniquilando de esta suerte las energías y la fuerza de la patria.

En su conferencia reflexionaba sobre la situación de Granada con estas palabras: 

La verdadera causa de nuestra decadencia sólo debe ser atribuida a la falta de amor al país nativo y a las cosas de la tierra (...) La centralización ha matado las energías regionales (…) Los grandes males del centralismo son los Ministros, los diputados cuneros, que no encuentran en el mapa sus distritos y los caciques.

### Político
Aunque es abogado y periodista, empieza a actuar como hombre político, sin dejar de inmiscuirse en los asuntos de la nación y de propagar sus propias ideas. En su crítica de El socialismo contemporáneo de Ballerini, describe y apoya algunas ideas relevantes: Se inclina por un estado social justo, humanitario y solidario, y no en un mundo regido solo por las leyes económicas. Denuncia la corrupción y el egoísmo en las relaciones humanas. Critica en el sistema socialista la abolición de la propiedad privada que califica de "regresión espantosa que mata los estímulos del trabajo". Recalca que es el deber del Estado entrometerse en los asuntos sociales y resolver los conflictos: 

La obligación del Estado de intervenir en los conflictos tan frecuentes entre el trabajo y el capital, obligación que se deduce del verdadero carácter del trabajo, que es función social, la más alta de todas, y no simple mercancía como la consideran los economistas clásicos.

En su artículo sobre el Instituto del Trabajo, publicado en diciembre de 1902, apoya las ideas de José Canalejas, explicando que este político optó por la orientación intervencionista y por "el criterio humano, racional y conveniente de abordar con serenidad el problema obrero, salirle al paso y procurarle soluciones, no impuestas por la fuerza ni sugeridas por el miedo, sino dictadas por la justicia o inspiradas en criterios de razón". Proclama el derecho a la huelga y la necesidad de constituir instituciones de derecho público para resolver las diferencias entre la patronal y obreros.
Así es un hombre a favor de la libertad del trabajo, de la propiedad, contra la centralización de los poderes y a favor de un Estado intervencionista como árbitro en las cuestiones sociales para evitar la lucha de clases. En 1897 Ángel Ganivet, que presiente las posibilidades de su amigo, le escribe: 

tú sabes que yo no aconsejo que seas abogado, porque me gustaría que te dedicaras a cosas más altas; pero si te dedicas al foro y ves los asuntos con igual precisión, desde ahora cuenta que te has hecho amo del cotarro y que te pasas por debajo de la pata a los perdigones que por ahí pululan.

Finalmente se afilia al Partido Liberal, y en la junta de la nueva representación en Granada, en julio de 1904, es nombrado presidente de la junta parroquial.

### Su muerte inesperada
A finales del verano de 1904, Francisco se había ido a Málaga a pasar unas vacaciones con su madre, doña Manuela Lucena y su hermana Ángeles, cuando una repentina fiebre les obligó a regresar a Granada. Al parecer se trataba de una infección sin importancia que sin embargo empezó a agravarse, de tal modo que el 4 de octubre moría en medio de una consternación general, que se puso de manifiesto sobre todo con ocasión de su multitudinario entierro, una impresionante expresión de duelo en la que podía verse a representantes de todos los sectores de la vida social granadina. Cuentan las crónicas de aquellos días que mientras el féretro, en carroza de caballos empenachados al estilo de la época iba ya por plaza Nueva, todavía había gente de la comitiva por Puerta Real.
La prensa madrileña, como La Época y sobre todo El Liberal se hizo eco de una muerte tan prematura y también la de provincias como El Radical, de Almería y El Liberal de Sevilla, destacando su defensa de los intereses regionales, de forma que durante los días siguientes se seguían recogiendo en el periódico las notas de condolencia que enviaban los que le conocieron y apreciaron, entre ellos el de José Canalejas, por la vía del jefe local del Partido Liberal, al que se encontraba vinculado.